# 강명도
강명도(康明道, 1958년 12월 4일 ~ )는 조선민주주의인민공화국 출신인 대한민국의 북한학자이며, 정치인, 대학 교수, 저술가이다. 본관은 신천.

## 생애
평양에서 태어나 평양외국어대학 학사 학위하였다. 그의 할아버지 강선욱은 김일성의 외할아버지 강돈욱과 6촌 지간이며, 강량욱의 형이다.
중앙사로청 과외교양지도국 외사과 지도원(1979년 9월 ~ 1982년 7월), 조선인민경비대원 평양시당지도원(1982년 7월 ~ 1985년 10월), 조선사회민주당 중앙위 국제부 지도원(1985년 10월 ~ 1986년 7월)을 지냈다.
1986년 8월부터 인민무력부 보위대학 보위전문 연구실장 당시 외국인 무단접촉을 했다는 이유로 1990년 3월 ~ 1991년 2월까지 평남 북창군의 18호 관리소에서 수용되기도 했다. 수용소에서 나온 이후 1992년 금수산의사당 경리부 산하 릉영윤전합영회사의 부사장을 지냈다.
이후 그는 1994년에 탈북하였으며, 대한민국으로 망명한 북한이탈주민이다.

## 주요 출연 프로그램

### 예능
- 《이제 만나러 갑니다》

### 시사 관련
- 《북한도발사》